# Antanas Kavaliauskas
Antanas Kavaliauskas (nacido el 19 de septiembre de 1984 en Vilna, Lituania), es un jugador de baloncesto lituano que actualmente juega en el Zalgiris Kaunas.

## Trayectoria
Formado en EE. UU., concretamente en  Barton County Community College (2003-05) y la Universidad de Texas A&M (2005-07), tiene una rica experiencia Europea tras su paso por Panionios (2008), Kavala (2009), Caserta (2010) y Veroli (2011). Desde 2011 a 2013 defendió los colores del VEF Riga. Internacional con Lituania, defendió los colores de su selección en los Juegos Olímpicos de Londres 2012.
En 2013 ficha por el Bilbao Basket. Durante la temporada 2012-13 se enfrentó al Bilbao Basket con el equipo que militaba, el VEF Riga en la Eurocup.
En 2014 vuelve a lituania. Ficha por Lietuvos Rytas. En el año 2016 ficha por el equipo más importante de su país el Zalgiris Kaunas.